# Wedding (Berlino)

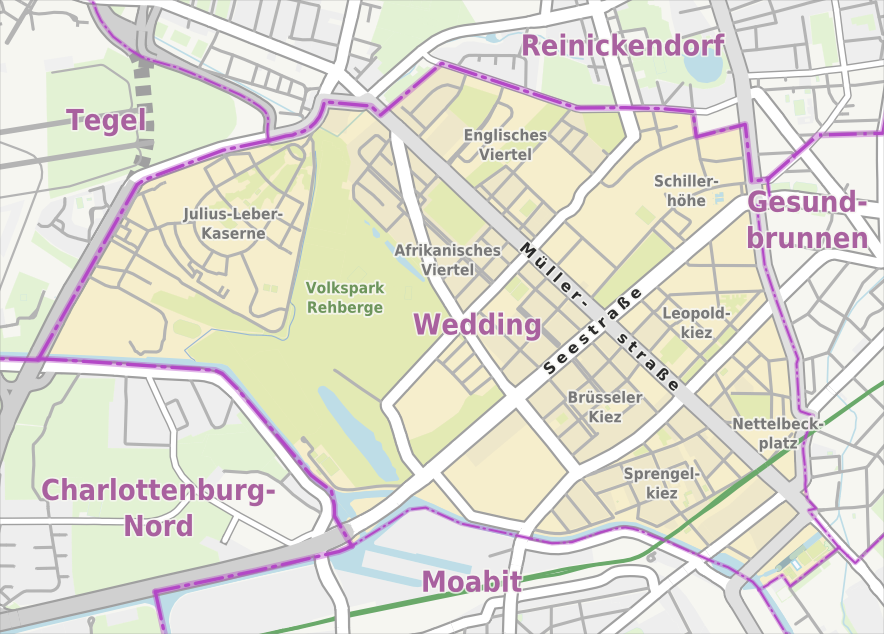
Mappa del quartiere

Il Wedding è un quartiere (Ortsteil) di Berlino, appartenente al distretto (Bezirk) di Mitte.

## Storia
La costante migrazione di abitanti delle campagne in città alla fine del XIX secolo trasformò Wedding in un quartiere proletario. Gli operai vivevano in angusti caseggiati, molti nel Wilhelmine Ring. Dopo la prima guerra mondiale, Wedding era conosciuto come Red Wedding ("Wedding la Rossa") per la sua classe operaia militante, in gran parte comunista; fu teatro di violenti scontri tra simpatizzanti comunisti e nazisti alla fine degli anni '20, comprese il Maggio di sangue del 1929.
Dopo la seconda guerra mondiale, Wedding e Reinickendorf formarono insieme il settore francese di Berlino. Gli edifici sul lato nord della Bernauer Straße di Wedding e la strada, compresi i marciapiedi, erano nel settore francese, mentre gli edifici lungo il lato meridionale erano in territorio sovietico. Quando il Muro di Berlino fu costruito nell'agosto del 1961, molti di coloro che vivevano in queste abitazioni saltarono freneticamente dalle finestre prima che le loro case fossero evacuate e le finestre murate.
Wedding era anche il capolinea occidentale di uno dei primi tunnel per rifugiati scavati sotto il Muro. Si estendeva dal seminterrato di una fabbrica abbandonata su Schönholzer Straße sita a Berlino Est, per poi passare sotto Bernauer Straße fino a giungere in un altro edificio a Berlino Ovest. Sebbene meravigliosamente ben costruito e tenuto segreto, il tunnel era gravato dall'infiltrazione di acqua delle tubature che perdevano e dovette essere chiuso dopo solo pochi giorni di funzionamento.
Una parte del muro è stata ricostruita vicino al punto in Bernauer Straße (dal 2001 parte della località di Gesundbrunnen) dove terminava il tunnel. Due sezioni di muro corrono parallele l'una all'altra lungo la strada con una "striscia della morte" nel mezzo. Un vicino museo ne documenta la storia.
Fino al 2001 il quartiere apparteneva al più vasto distretto del Wedding, comprendente anche l'attuale quartiere di Gesundbrunnen.
In Amsterdamer Straße 10, è visibile la targa commemorativa sulla residenza dei coniugi Otto ed Elise Hampel. Coppia di lavoratori tedeschi, intrapresero una semplice forma di resistenza antinazista a Berlino durante i primi anni della seconda guerra mondiale, mediante cartoline sparse per la città contenente messaggi contro la dittatura di Hitler.

## Monumenti e luoghi d'interesse
- Siedlung Schillerpark: complesso residenziale, appartiene al Patrimonio dell'umanità dell'UNESCO;
- Schillerpark: progettato tra il 1909 e il 1913 e ora posto sotto tutela;
- Volkspark Rehberge;
- Alte Nazarethkirche;
- Friedrich-Ebert-Siedlung.